# Gran Ducado de Westarctica
El Gran Ducado de Westarctica, llamado comúnmente Westarctica, es una micronación fundada en el año 2001, que reclama como territorio propio la Tierra de Marye Byrd, territorio sin reclamar de la Antártida, colindante con el Territorio Chileno Antártico y la Dependencia Ross. Westarctica ha sido gobernada desde sus inicios por Travis McHenry, un exmilitar estadounidense,  y tiene como objetivo principal el promover la conservación de la Antártida, el respeto ambiental y la lucha contra el cambio climático.
Dentro de sus actividades como dirigente de la micronación, Travis McHenry afirma haber conseguido autorización del gobierno de Rusia para utilizar la Base Rúskaya con fines científicos. Si bien aseguran mantener un estatus no consultivo ante el Consejo Económico y Social de las Naciones Unidas, realizando afirmaciones en ese sentido ante diversos medios, en realidad no aparecen en el registro del sitio web oficial del consejo.

## Historia
Westarctica fue fundada el 2 de noviembre del año 2001 por el ex marine Travis McHenry, motivado "por un simple deseo de alejarse de todos los demás" tal y como afirmó en una carta enviada al secretario general de las Naciones Unidas. Sin embargo, al poco tiempo la iniciativa devino en un proyecto dedicado a la preservación del medio ambiente, a fin de concienciar sobre la importancia de luchar contra el cambio climático, y defender los principios de la monarquía como una forma de gobierno. Durante la pandemia del coronavirus, los ciudadanos de profesión médico ofrecieron apoyo voluntario a los servicios de salud militares de Alemania.
Paulatinamente han manifestado un creciente interés en participar de la exploración antártica, y de establecer de manera formal una base en los territorios que reclaman. Afirman haber conseguido autorización del gobierno de Rusia para utilizar la Base Rúskaya con fines científicos, estando en proceso de recaudación de fondos para establecer una misión permanente. Sin embargo, en realidad fueron contactados para filmar un reality show en el lugar.
El gobierno de Westarctica ha sido uno de los principales promotores de la MicroCon, una convención bianual de fundadores de micronaciones, en la cual promueven la concepción de que estas organizaciones deben cumplir funciones de concienciación social y filantropía, y no ser meras fuentes de ingresos para sus gobernantes.

## Relaciones exteriores
Westarctica no ha sido reconocida por ningún Estado soberano. Afirman haber mantenido correspondencia con los monarcas de Mónaco y Luxemburgo. Mantienen una oficina a modo de "representación" ante España en el municipio de Nerja, a cargo del empresario de coches eléctricos Joachim Aldfinger.